# Dari Pagel
Dari Pagel (São Lourenço do Sul, 17 de julho de 1953) é um político brasileiro filiado ao Progressistas (PP).

## Carreira política
Nas eleições municipais de 1982 em São Lourenço do Sul, concorreu ao cargo de vereador pelo PDS, sendo eleito com 1.292 votos.
Nas eleições municipais de 1988 foi eleito vice-prefeito no município de São Lourenço do Sul pelo PDS com 8.862 votos, na chapa encabeçada por Sérgio Lessa também do PDS, Ronald Spiering do PFL ficou em segundo lugar com 6.909 votos e em em terceiro e último lugar Beto Grill do PDT com 5.060 votos.
Nas eleições municipais de 1992 em São Lourenço do Sul, concorreu ao cargo de prefeito pelo PDS, conseguindo 11.231 votos, ficando em segundo e último lugar, o prefeito eleito foi Beto Grill do PDT com 12.156 votos.
Nas eleições municipais de 1996 em São Lourenço do Sul, concorreu novamente ao cargo de prefeito agora pelo PPB, sendo eleito com 13.810 votos, em segundo lugar ficou Francisco Juracy Corrêa Duarte do PMDB com 7.729 votos e em terceiro e último lugar ficou Ellemar Wojahn do PT com 3.770 votos.
Nas eleições municipais de 2000 em São Lourenço do Sul, concorreu pela reeleição ao cargo de prefeito pelo PPB, sendo reeleito com 13.395 votos, em segundo lugar ficou Ellemar Wojahn do PT com 6.974, em terceiro lugar ficou Arita Bergmann do PMDB com 6.673 votos e em quarto e último lugar ficou Carlos Leonardo Wienke do PSDB com 388 votos.
Como prefeito de São Lourenço do Sul, sancionou a lei sobre o Plano de Classificação de Cargos e Funções- PCC,sancionou a revogação dos artigos 13 e 14 da Lei Municipal nº 2094/95 - Plano de Carreira dos Funcionários Públicos Municipais,fixou os subsídios do prefeito e do vice-prefeito para a legislatura de 2001/2004,fixou o subsídio dos Secretários Municipais do Município de São Lourenço do Sul,, sancionou a lei que dispõe sobre o regime jurídico dos servidores públicos do Município, revogando a Lei Municipal nº 1794, de 27 de janeiro de 1992, institui a Taxa de Licenciamento Ambiental, criou o Fundo Municipal de Defesa do Meio Ambiente - FUNDEMA, criou o Conselho Municipal do Meio Ambiente - COMUMA, fixou o subsídio dos Vereadores do município de São Lourenço do Sul, para a legislatura de 2005/2008.
Nas eleições municipais de 2012 em São Lourenço do Sul, concorreu ao cargo de vereador pelo PP, sendo eleito com 1.211 votos.
Nas eleições municipais de 2016 em São Lourenço do Sul, concorreu para reeleição ao cargo de vereador pelo PP, sendo reeleito com 1.208 votos.
Nas eleições municipais de 2020 em São Lourenço do Sul, concorreu ao cargo de vice-prefeito pelo PP, na chapa encabeçada por Tonho Lessa do PMDB, conseguindo 2.369 votos, ficando em terceiro lugar, o prefeito eleito foi Rudinei Härter do PDT, que concorria a reeleição, sendo reeleito com 11.557 votos, em segundo lugar ficou Márcia Lucas do PT com 8.913 votos, em quarto lugar ficou Emilio Lessa do PSDB com 1.562 votos, em quinto lugar ficou Carmem Rosane Roveré do PSB com 1.173 votos e em sexto e último lugar Rozin do PODE com 202 votos.
Nas eleições municipais de 2024 em São Lourenço do Sul, concorreu ao cargo de prefeito pelo PP, conseguindo 4.174 votos, ficando em terceiro lugar, o prefeito eleito foi Zelmute Marten do PT, eleito com 7.498 votos, em segundo lugar ficou Mahmoud Amer do PL com 7.310 votos, em quarto lugar ficou Rodrigo Uarth do PDT com 3.622 votos e em quinto e último lugar Adrean Peglow do PSDB com 3.317 votos.

## Desempenho eleitoral
| Ano  | Eleição                          | Cargo         | Partido | Votos        | Resultado  | Ref.   |
| ---- | -------------------------------- | ------------- | ------- | ------------ | ---------- | ------ |
| 1982 | Municipal de São Lourenço do Sul | Vereador      | PDS     | 1.292 votos  | Eleito     | [ 3 ]  |
| 1988 | Municipal de São Lourenço do Sul | Vice-prefeito | PDS     | 8.862 votos  | Eleito     | [ 4 ]  |
| 1992 | Municipal de São Lourenço do Sul | Prefeito      | PDS     | 11.231 votos | Não eleito | [ 5 ]  |
| 1996 | Municipal de São Lourenço do Sul | Prefeito      | PPB     | 13.810 votos | Eleito     | [ 6 ]  |
| 2000 | Municipal de São Lourenço do Sul | Prefeito      | PPB     | 13.395 votos | Reeleito   | [ 7 ]  |
| 2012 | Municipal de São Lourenço do Sul | Vereador      | PP      | 1.211 votos  | Eleito     | [ 18 ] |
| 2016 | Municipal de São Lourenço do Sul | Vereador      | PP      | 1.208 votos  | Reeleito   | [ 20 ] |
| 2020 | Municipal de São Lourenço do Sul | Vice-prefeito | PP      | 2.369 votos  | Não eleito | [ 22 ] |
| 2024 | Municipal de São Lourenço do Sul | Prefeito      | PP      | 4.174 votos  | Não eleito | [ 23 ] |